# Stockholms Allmänna Kvinnoklubb
Stockholms allmänna kvinnoklubb, eller enbart Allmänna Kvinnoklubben, bildades den 11 juni 1892. Samma år anslöts klubben till Socialdemokratiska arbetarepartiet, SAP. Klubben organiserade socialdemokratiska kvinnor genom att bilda lokala kvinnoklubbar, informera och organisera kvinnor i fackföreningsrörelsen, och bilda fackföreningar för kvinnor. Den verkade till 1920. 

## Historia

### Bakgrund
Den första socialistiska kvinnoföreningen i Sverige var Kvinnliga arbetarklubben i Malmö, som grundades 17 oktober 1888 och räknas som den socialdemokratiska kvinnorörelsens början. Denna var dock aldrig formellt en del av partiet och lades ned efter fyra år. Under socialdemokratins första år var inställningen till kvinnors organisation ambivalent: kvinnor nekades ibland medlemskap i fackföreningarna, och även om kvinnor blev medlemmar direkt från det socialdemokratiska partiets grundande 1889, och man från denna stund uppmanade kvinnor att bli medlemmar, avvisade dock partistyrelsen bildandet av en klubb för kvinnor. De lokala klubbar som bildades för arbetarkvinnor de följande åren i Ystad, Lund, Norrköping, Göteborg och Örebro blev alla tillfälliga.

### Bildande
Stockholms allmänna kvinnoklubb blev alltså 1892 den första socialdemokratiska kvinnoklubb som formellt blev en del av partiet och som betraktas som grunden till den organiserade socialdemokratiska kvinnorörelsen. Bland de som undertecknade beslutet om att bilda en kvinnoklubb fanns 58 kvinnors namn. Bland dess grundare fanns Alina Jägerstedt, Lotten Jäderlund, Elsa Löfgren, Elin Engström och Anna Söderberg. Öppningstalet hölls av Emilie Rathou, som året innan varit den första kvinnliga talaren vid ett Första maj-tåg. Bland dess mest kända pionjärmedlemmar under de följande åren kan nämnas Kata Dalström, Anna Sterky, Anna Lindhagen och Amanda Horney. Horney blev klubbens första ordförande.

### Kommittén för den kvinnliga agitationen
År 1897 bildade klubben Kommittén för den kvinnliga agitationen, som bland annat organiserade kvinnliga politiska talare. År 1902 ombildades den till Kvinnornas fackförbund. Denna började i sin tur utge tidningen Morgonbris 1904. 

### Kvinnlig rösträtt
Kvinnoklubben engagerade sig också mellan 1902 och 1921 i Landsföreningen för kvinnans politiska rösträtt, där Anna Lindhagen och Ruth Gustafson var dess främsta representanter.
Det slutgiltiga beslutet att från just Kvinnoklubbens sida att delta i rösträttsrörelsen (tidigare hade enskilda socialdemokratiska kvinnor gjort det som individer) togs under den första socialdemokratiska kvinnokongressen 1907, då följande beslut antogs: 
"Att de fackligt och politiskt organiserade kvinnorna överallt, antingen genom sina organisationer eller enskilt, söka bliva medlemmar av de respektive arbetarekommunerna och därigenom vid alla tillfällen hävda kvinnans lika rätt för bestämmandet av samhällets angelägenheter som mannen. Att ett energiskt arbete bedrives bland kvinnorna för inträde i de socialdemokratiska kvinnoklubbarna och att överallt, där möjligheter för nya klubbar finnas, bilda sådana. Hänvisande till det socialdemokratiska partiprogrammet om lika och direkt rösträtt för både män och kvinnor, uppmanas kvinnorna att mer än hittills beakta frågan om kvinnans rösträtt." 
Under första världskriget stödde den också den fredsförening som hade bildats av rösträttsföreningen.

### Kvinnokongressen
En av klubbens främsta verksamheter var att bilda nya lokala, permanenta, socialdemokratiska kvinnoklubbar runtom i landet. Nästa steg blev sedan att samla dessa.
Den första socialdemokratiska kvinnokongressen sammanträdde i Stockholm i januari 1907 under namnet Kvinnokonferensen, och valde då Socialdemokratiska kvinnokongressens verkställande utskott, som sedan höll kongress för landets kvinnoklubbar var tredje år.
År 1920 slöt sig Sveriges socialdemokratiska kvinnoklubbar samman och ersatte den tillfälliga Kvinnokongressen med det permanenta Sveriges socialdemokratiska kvinnoförbund.